# Lise-Marie Morerod
Lise-Marie Morerod (Ormont-Dessus, 16 aprile 1956) è un'ex sciatrice alpina svizzera. Specialista delle prove tecniche, è stata una delle atlete di punta della nazionale svizzera negli anni 1970; nel suo palmarès vanta, tra l'altro, due medaglie iridate, una Coppa del Mondo generale e cinque di specialità.

## Biografia
È nata a Vers-l'Église di Ormont-Dessus nei pressi di Les Diablerets, dove suo padre era agricoltore e giudice di pace.

### Carriera sciistica

#### Stagioni 1967-1974
Iniziò a partecipare alle prime gare a undici anni; il suo primo allenatore fu Jean-François Maison. Ai Campionati svizzeri 1972, a nemmeno sedici anni, divenne campionessa svizzera di slalom gigante sconfiggendo Marie-Theres Nadig, vincitrice della medaglia d'oro nella discesa libera e nello slalom gigante agli XI Giochi olimpici invernali di Sapporo 1972. Fece anche il suo debutto in Coppa del Mondo e vinse la medaglia d'argento nello slalom gigante agli Europei juniores di Madonna di Campiglio 1972.
Nel 1973 ottenne il primo piazzamento di rilievo in Coppa del Mondo, il 7º posto nello slalom gigante disputato ad Abetone l'11 febbraio, e si classificò 3ª nella classifica di slalom speciale della Coppa Europa 1972-1973, mentre nel 1974 conquistò il primo podio in Coppa del Mondo con il 2º posto nello slalom gigante di Pfronten del 6 gennaio; ai Mondiali di Sankt Moritz 1974 vinse la medaglia di bronzo nello slalom speciale.

#### Stagioni 1975-1976
Il 4 gennaio 1975 a Garmisch-Partenkirchen ottenne la prima vittoria in Coppa del Mondo, in slalom speciale; alla fine di quella stagione 1974-1975, dopo aver ottenuto complessivamente sei podi con quattro vittorie, si aggiudicò la sua prima Coppa del Mondo di slalom speciale con 4 punti di vantaggio su Hanni Wenzel e si piazzò 7ª nella classifica generale.
L'anno seguente ai XII Giochi olimpici invernali di Innsbruck 1976, sua unica presenza olimpica in carriera, ottenne il 4º posto nello slalom gigante e non completò lo slalom speciale; in Coppa del Mondo in quella stagione 1975-1976 ottenne nove podi con sette vittorie, vinse la sua prima Coppa del Mondo di slalom gigante, con 25 punti di margine sulla connazionale Monika Kaserer, e conquistò il 2º posto sia nella classifica generale sia in quella di slalom speciale, in entrambi i casi superata dalla tedesca occidentale Rosi Mittermaier (rispettivamente di 67 e di 20 punti).

#### Stagioni 1977-1980
Nella stagione 1976-1977 la Morerod dominò la Coppa del Mondo: ottenne tredici podi con otto vittorie e si aggiudicò sia la coppa di cristallo generale (superando Annemarie Moser-Pröll di 73 punti), sia quelle di slalom gigante e di slalom speciale, rispettivamente con 32 punti di margine sulla Kaserer e 8 su Perrine Pelen: divenne così la prima atleta svizzera a vincere la Coppa del Mondo di sci alpino. L'anno seguente ai Mondiali di Garmisch-Partenkirchen 1978 vinse la medaglia d'argento nello slalom gigante, staccata di cinque centesimi di secondo dalla vincitrice Maria Epple, e si piazzò 7ª nello slalom speciale. In quella stagione 1977-1978 nella classifica generale di Coppa del Mondo chiuse al 3º posto e vinse la Coppa di slalom gigante per la terza volta consecutiva, con 9 punti in più della Wenzel; i suoi podi furono dieci, con cinque successi. Quell'anno ottenne anche la sua ultima vittoria (il 7 marzo a Waterville Valley) e l'ultimo podio (3ª il 17 marzo ad Arosa) nel circuito.
Il 22 luglio successivo un grave incidente stradale nei pressi di Vernayaz le provocò numerosi e gravi traumi e fratture; rimasta in coma farmacologico per tre settimane, passò sei mesi in ospedale e dovette sottoporsi a una lunga riabilitazione. La sua carriera subì quindi una pausa di oltre un anno. Ritornò alle gare nel circuito della Coppa del Mondo nella stagione 1979-1980, senza però riuscire a tornare ai livelli di un tempo. Mancò la qualificazione per i XIII Giochi olimpici invernali di Lake Placid 1980 e si ritirò dalle gare nel 1980; il suo ultimo piazzamento in carriera fu l'11º posto ottenuto nello slalom gigante di Coppa del Mondo disputato a Saint-Gervais-les-Bains il 26 gennaio.

### Altre attività
Dopo il ritiro si è stabilita Leysin, dove tiene dei corsi di sci per bambini.

## Palmarès

### Mondiali
- 2 medaglie:
  - 1 argento (slalom gigante a Garmisch-Partenkirchen 1978)
  - 1 bronzo (slalom speciale a Sankt Moritz 1974)

### Europei juniores
- 1 medaglia[4][5]:
  - 1 argento (slalom gigante a Madonna di Campiglio 1972)

### Coppa del Mondo
- Vincitrice della Coppa del Mondo nel 1977
- Vincitrice della Coppa del Mondo di slalom gigante nel 1976, nel 1977 e nel 1978
- Vincitrice della Coppa del Mondo di slalom speciale nel 1975 e nel 1977
- 41 podi:
  - 24 vittorie
  - 11 secondi posti
  - 6 terzi posti

#### Coppa del Mondo - vittorie
| Data             | Località                | Paese          | Specialità |
| ---------------- | ----------------------- | -------------- | ---------- |
| 4 gennaio 1975   | Garmisch-Partenkirchen  | Germania Ovest | SL         |
| 29 gennaio 1975  | Saint-Gervais-les-Bains | Francia        | SL         |
| 13 marzo 1975    | Sun Valley              | Stati Uniti    | GS         |
| 20 marzo 1975    | Val Gardena             | Italia         | SL         |
| 4 dicembre 1975  | Val-d'Isère             | Francia        | GS         |
| 11 dicembre 1975 | Aprica                  | Italia         | SL         |
| 12 gennaio 1976  | Les Diablerets          | Svizzera       | SL         |
| 15 gennaio 1976  | Les Gets                | Francia        | GS         |
| 25 gennaio 1976  | Kranjska Gora           | Jugoslavia     | GS         |
| 26 gennaio 1976  | Kranjska Gora           | Jugoslavia     | SL         |
| 13 marzo 1976    | Aspen                   | Stati Uniti    | GS         |
| 9 dicembre 1976  | Val-d'Isère             | Francia        | GS         |
| 16 dicembre 1976 | Cortina d'Ampezzo       | Italia         | SL         |
| 3 gennaio 1977   | Oberstaufen             | Germania Ovest | SL         |
| 19 gennaio 1977  | Schruns                 | Austria        | SL         |
| 20 gennaio 1977  | Arosa                   | Svizzera       | GS         |
| 2 febbraio 1977  | Maribor                 | Jugoslavia     | GS         |
| 6 marzo 1977     | Sun Valley              | Stati Uniti    | GS         |
| 24 marzo 1977    | Sierra Nevada           | Spagna         | GS         |
| 8 dicembre 1977  | Val-d'Isère             | Francia        | GS         |
| 9 gennaio 1978   | Les Mosses              | Svizzera       | GS         |
| 19 gennaio 1978  | Bad Gastein             | Austria        | SL         |
| 9 febbraio 1978  | Megève                  | Francia        | GS         |
| 7 marzo 1978     | Waterville Valley       | Stati Uniti    | GS         |

Legenda:

GS = slalom gigante

SL = slalom speciale

### Campionati svizzeri
- 11[senza fonte] ori (slalom gigante nel 1972[2][3]; slalom gigante, slalom speciale, combinata nel 1974; slalom gigante, slalom speciale nel 1975; slalom gigante, slalom speciale, combinata nel 1977; slalom gigante, slalom speciale nel 1978[senza fonte])

## Statistiche

### Podi in Coppa del Mondo
| Stagione/Specialità | Slalom gigante         | Slalom gigante         | Slalom gigante         | Slalom speciale        | Slalom speciale        | Slalom speciale        | Combinata              | Combinata              | Combinata              | Podi totali            |
| ------------------- | ---------------------- | ---------------------- | ---------------------- | ---------------------- | ---------------------- | ---------------------- | ---------------------- | ---------------------- | ---------------------- | ---------------------- |
| Stagione/Specialità | 1º                     | 2º                     | 3º                     | 1º                     | 2º                     | 3º                     | 1º                     | 2º                     | 3º                     | Podi totali            |
| 1972                |                        |                        |                        |                        |                        |                        |                        |                        |                        | 0                      |
| 1973                |                        |                        |                        |                        |                        |                        |                        |                        |                        | 0                      |
| 1974                |                        | 2                      | 1                      |                        |                        |                        |                        |                        |                        | 3                      |
| 1975                | 1                      | 1                      |                        | 3                      | 1                      |                        |                        |                        |                        | 6                      |
| 1976                | 4                      | 1                      |                        | 3                      |                        | 1                      |                        |                        |                        | 9                      |
| 1977                | 5                      | 2                      |                        | 3                      | 1                      |                        |                        | 2                      |                        | 13                     |
| 1978                | 4                      |                        | 3                      | 1                      | 1                      | 1                      |                        |                        |                        | 10                     |
| 1979                | stagione non disputata | stagione non disputata | stagione non disputata | stagione non disputata | stagione non disputata | stagione non disputata | stagione non disputata | stagione non disputata | stagione non disputata | stagione non disputata |
| 1980                |                        |                        |                        |                        |                        |                        |                        |                        |                        | 0                      |
| Totale              | 14                     | 6                      | 4                      | 10                     | 3                      | 2                      | 0                      | 2                      | 0                      | 41                     |
| Totale              | 24                     | 24                     | 24                     | 15                     | 15                     | 15                     | 2                      | 2                      | 2                      | 41                     |